# Trentepohlia callinota
Trentepohlia callinota är en tvåvingeart som beskrevs av Alexander 1938. Trentepohlia callinota ingår i släktet Trentepohlia och familjen småharkrankar. Inga underarter finns listade i Catalogue of Life.